# Gene Diniz
Gene Glenn Diniz Andrade (Sena Madureira),  é um político brasileiro, filiado ao Republicanos. Nas eleições de 2022, foi eleito deputado estadual pelo AC.